# 北山隧道 (仙台市)

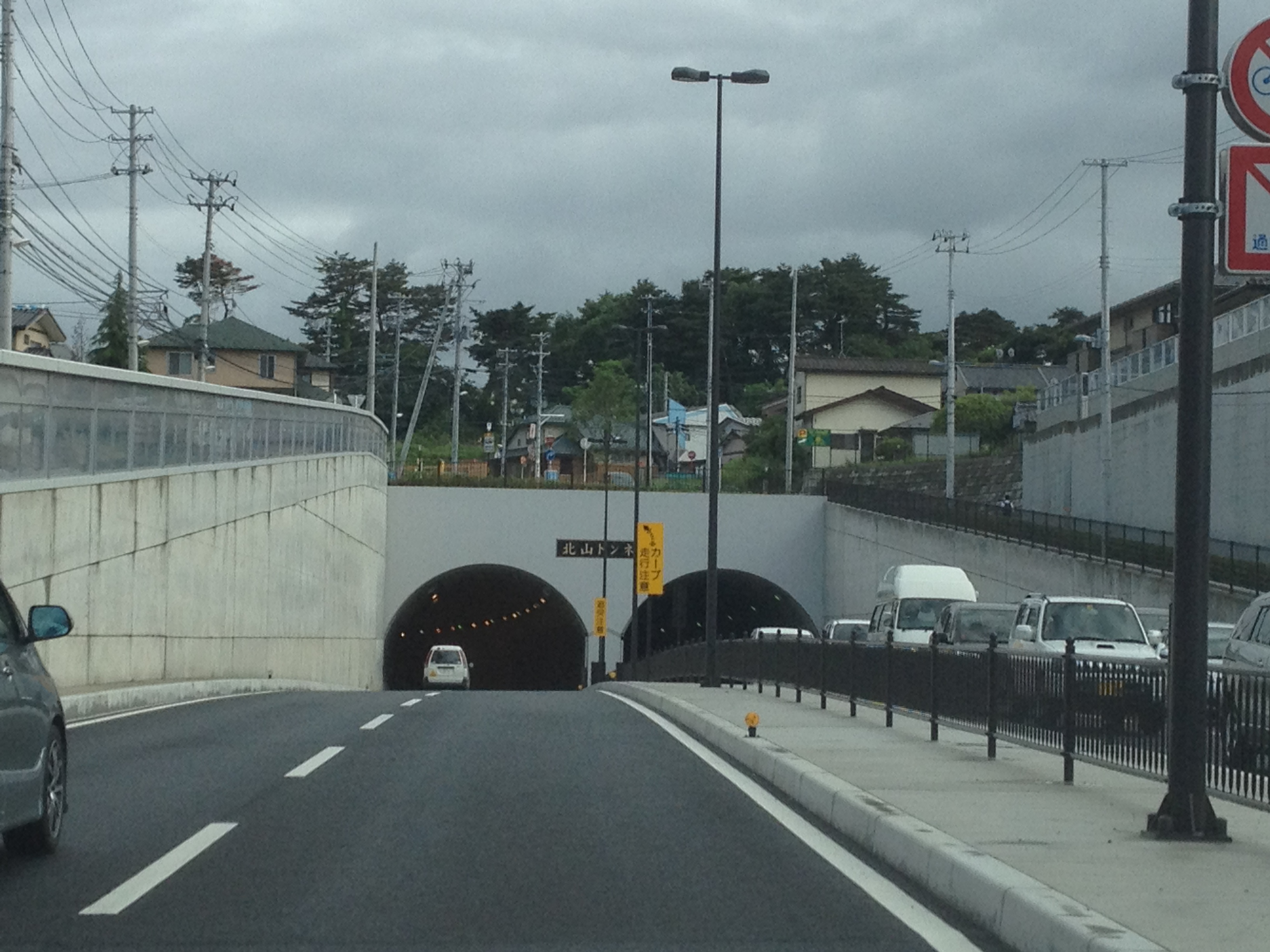
北侧隧道口

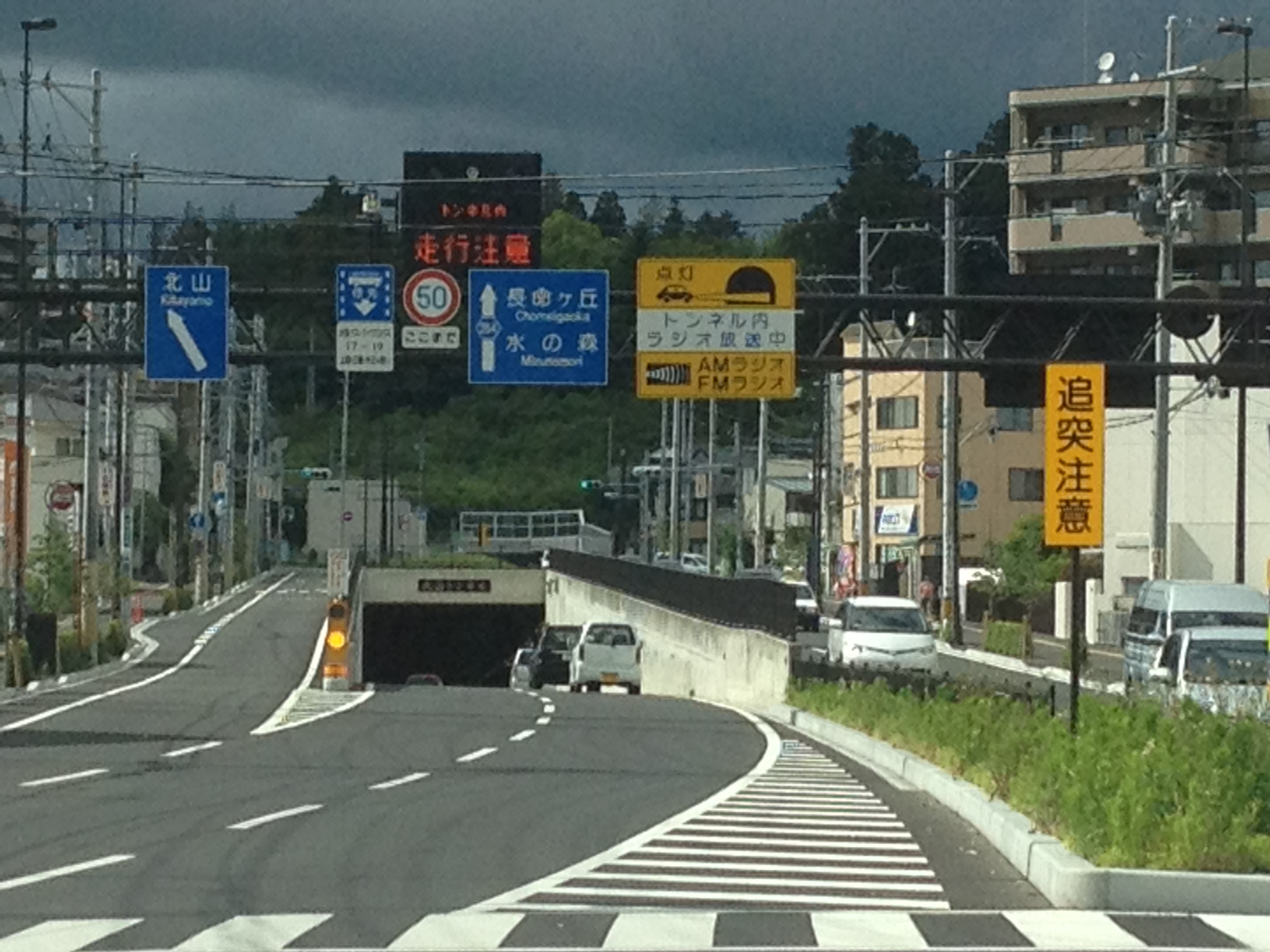
南侧隧道口

北山隧道（日语：／）是日本宮城県仙台市青葉区的一条公路隧道，穿过七北田丘陵，上下行线分别长629米和843米，2008年开工，2009年洞通，后因东日本大地震停工近一年，2012年建成通车。